# Kratki film
Kratki film je filmska forma. Glavna karakteristika je njegova kratkoća i ne traje više od 20 minuta, budući da u većem vremenu se razvija radnja, pa već postaje televizijski film. Stoga je kratki film brze, snažne, kratke i eksplozivne poruke. Predstavlja film jedne zamisli. Najčešće je to "mali isječak nečijeg svijeta, brzinski pogled u neki događaj, situaciju, pustolovinu, romansu". Donekle sličan kratkoj priči u književnosti, s obzirom na kratkoću i sadržajnost. Kod kratkog filma brzo se ulazi u priču. Zbog velike snage ostavlja trag na promatrača. Kratki film je važan u filmskoj umjetnosti, što naizgled zbunjuje. Zbog kratkoće nije ekonomski isplativ, ali obično je filmašima svih vrsta (redatelji, scenaristi, glumci, montažeri i ostali filmski profesionalci) to bivaju prvi pokušaji u stvaranju filma. Tu se uče, poboljšavaju si rad, rade dovoljno kratko da ne naprave pogreške, i vremenom se ohrabruju i razvijaju si osjećaj za dužu filmsku formu. Filmski festivali prepoznaju važnost kratkog filma pa dio programa odvajaju za prikazivanje i promidžbu kratkog filma.